# La Dame à l'hermine (Sánchez Coello)
Pour la peinture du même nom par Léonard de Vinci, voir La Dame à l'hermine.
La Dame à l'hermine (en espagnol : La dama de armiño) est un tableau attribué à Alonso Sánchez Coello, daté de 1577-1579.  Mesurant 79,8 × 65,7 cm en comptant le cadre, il est conservé à la Pollok House de Glasgow, en Écosse.

## Description
Le portrait est réalisé à l'huile sur une toile. Il représente une jeune dame séduisante, au visage légèrement rosé, aux cheveux et sourcils foncés, aux lèvres naturellement éclatantes, et aux yeux noirs, qui regardent le spectateur. Son implantation capillaire est un pic de veuve. Elle est habillée d'une cape en fourrure (probablement de l'hermine ou du lynx), qui recouvre sa robe et se fond avec l'arrière-plan. Sa tête et son cou sont partiellement cachés par un fin voile vaporeux, qui laisse toutefois apparaître un collier. Au sommet de sa coiffure, composée de trois rangées de petites boucles, se détache un petit nœud rouge. À la main droite, elle porte deux bagues. Le fond de la toile est sombre et sans détails.
Lorsque le tableau a été nettoyé en 1952, une moulure est apparue, qui a probablement été enlevée par l'artiste lui-même, car elle n'a pas sa place sur le tableau.

## Historique
Le tableau faisait partie de la galerie espagnole du roi Louis-Philippe Ier du musée du Louvre (créée en 1838). Il est racheté par William Stirling-Maxwell pour sa collection privée lors de la vente de la collection chez Christie's à Londres, du 6 au 8 mai 1853,. En 1966, la petite-fille de ce dernier, Anne Maxwell Macdonald, lègue Pollok House et toute la collection de peintures espagnoles qu'elle contient à la ville de Glasgow : La Dame à l'hermine fait partie du legs et est exposé au public pour la première fois depuis plus d'un siècle.

## Attribution
Traditionnellement, le tableau était considéré comme une œuvre du Greco (notamment par Harold Wethey). 
Par la suite, différentes attributions ont été proposées : à Juan Pantoja de la Cruz, à Sofonisba Anguissola (en 1992, par Maria Kusche (en),, réfutée depuis) ou encore au Tintoret (en 1901, par Aureliano de Beruete, réfutée par Manuel Bartolomé Cossío).
Toutefois, des études scientifiques menées par le musée du Prado, puis par l'Université de Glasgow et l'Université de Berne, ont permis aux experts d'arriver à un consensus, en la personne d'Alonso Sánchez Coello,. En effet, ces recherches ont démontré que les matériaux et les techniques employées sont typiques de la peinture espagnole du xvie siècle, mais que le dessin, l'apprêt et l'application des couches picturales ne se retrouvent que dans le tableau Jeune inconnue (en espagnol : Joven desconocida) d'Alonso Sánchez Coello, conservé au Prado. Les deux tableaux sont aussi comparables stylistiquement,.

## Modèle
Quand le tableau se trouvait dans la galerie espagnole du Louvre, il portait le nom de Portrait de la fille du Greco.
À partir du début du xxe siècle, les experts ont pensé que le modèle de La Dame à l'hermine était Jerónima de las Cuevas, maîtresse du Greco, et mère de leur fils Jorge Manuel. Cette théorie est renforcée par une observation de Ellis Waterhouse, qui voyait une lettre grecque gamma (Γ) peinte sur une des bagues de la dame. Gregorio Marañón pensait quant à lui que cette dame impressionna tellement Le Greco que presque tous les visages féminins qu'il peignit plus tard ressemblaient, de près ou de loin, à ce portrait, comme s'il l'avait répété inconsciemment maintes et maintes fois, et il est vrai qu'il existe une ressemblance entre la Dame à l'hermine et, par exemple, le Portrait de Jerónima de las Cuevas, conservé au Philadelphia Museum of Art.

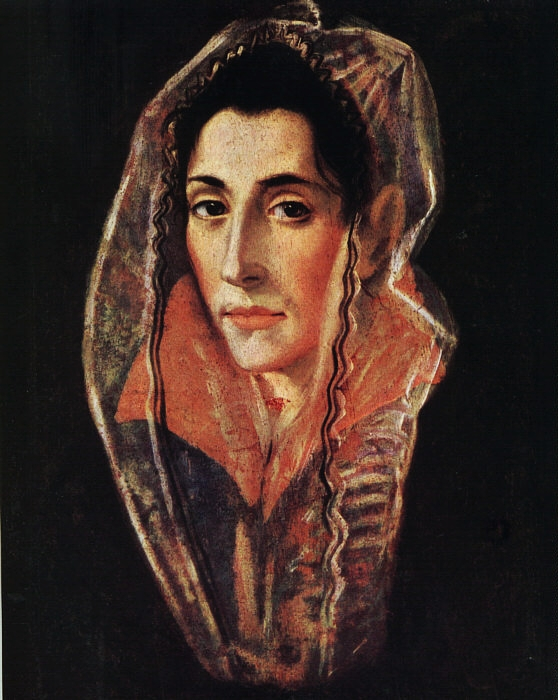
Portrait de Jeronima de las Cuevas, par Le Greco au Philadelphia Museum of Art

Plus récemment, Elías Tormo a suggéré que le personnage représenté était Catherine-Michelle d'Autriche (ou sa sœur Isabelle-Claire-Eugénie), mais son apparence, bien qu'aristocrate, ne ressemble pas à celle d'une infante d'Espagne, ni même d'une dame de la famille royale.

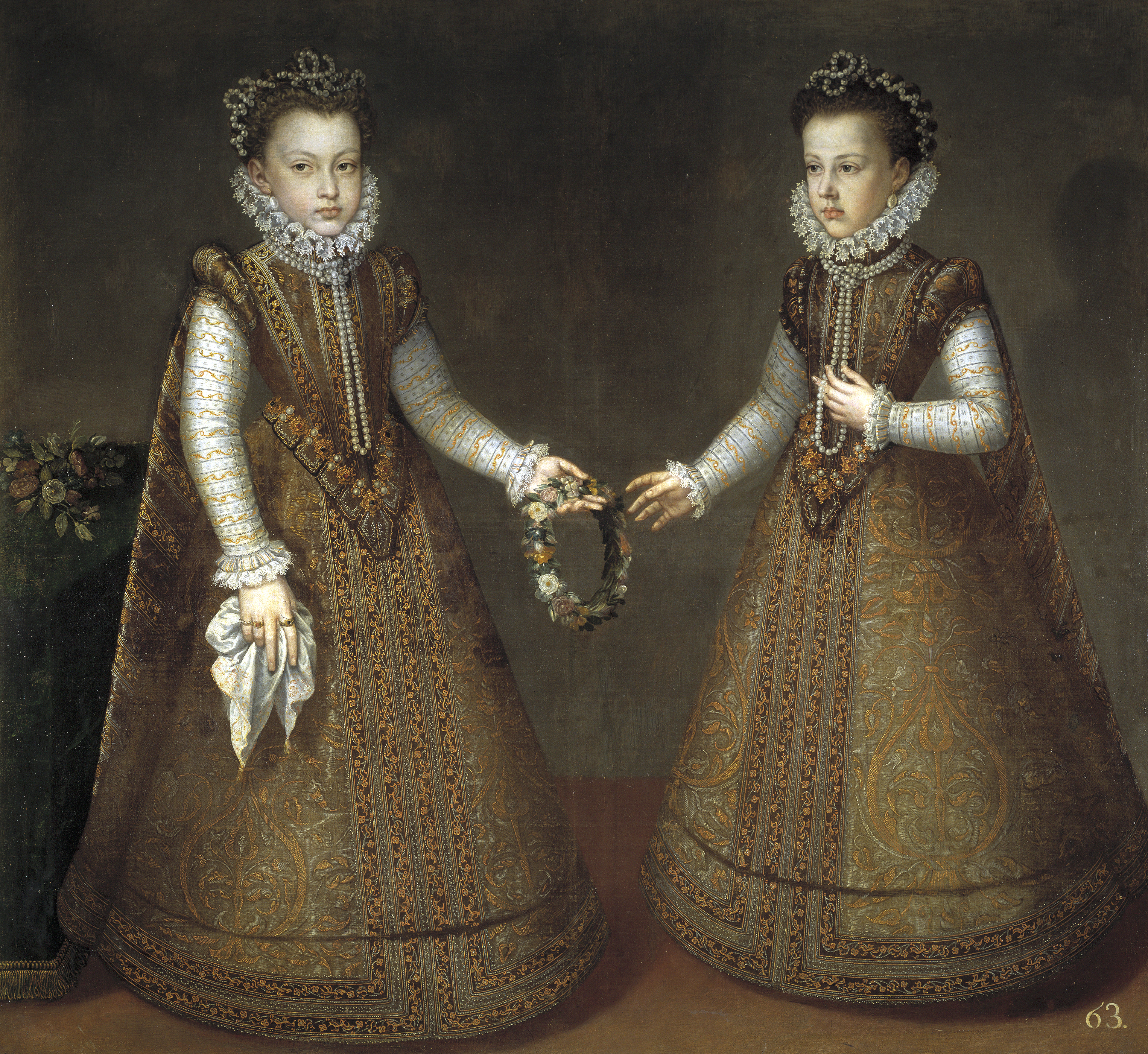
Les infantes Isabelle-Claire-Eugénie et Catherine-Michelle, par Alonso Sánchez Coello (1575)
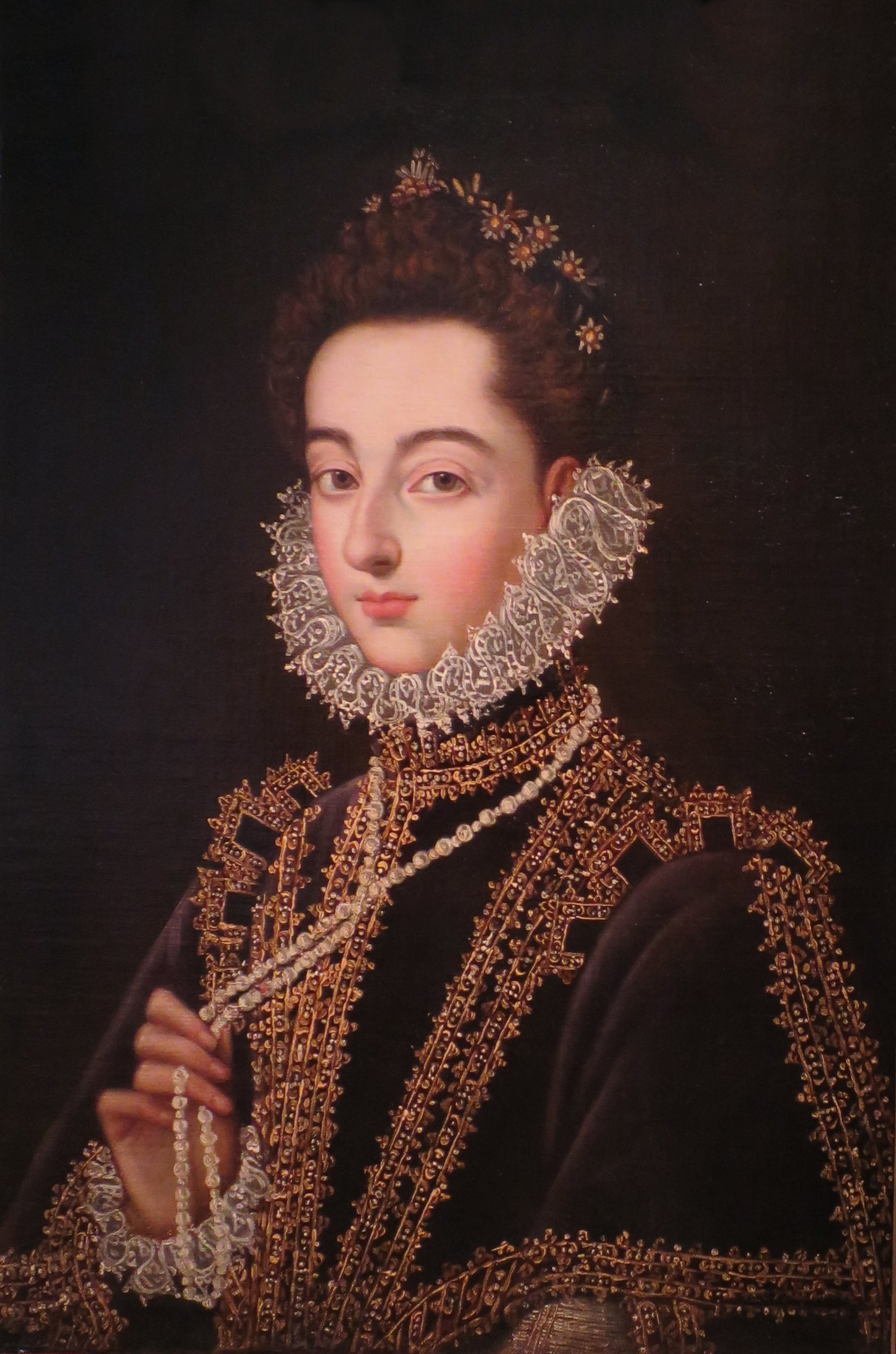
L'infante Catherine-Michelle, par Alonso Sánchez Coello (1582-1585)
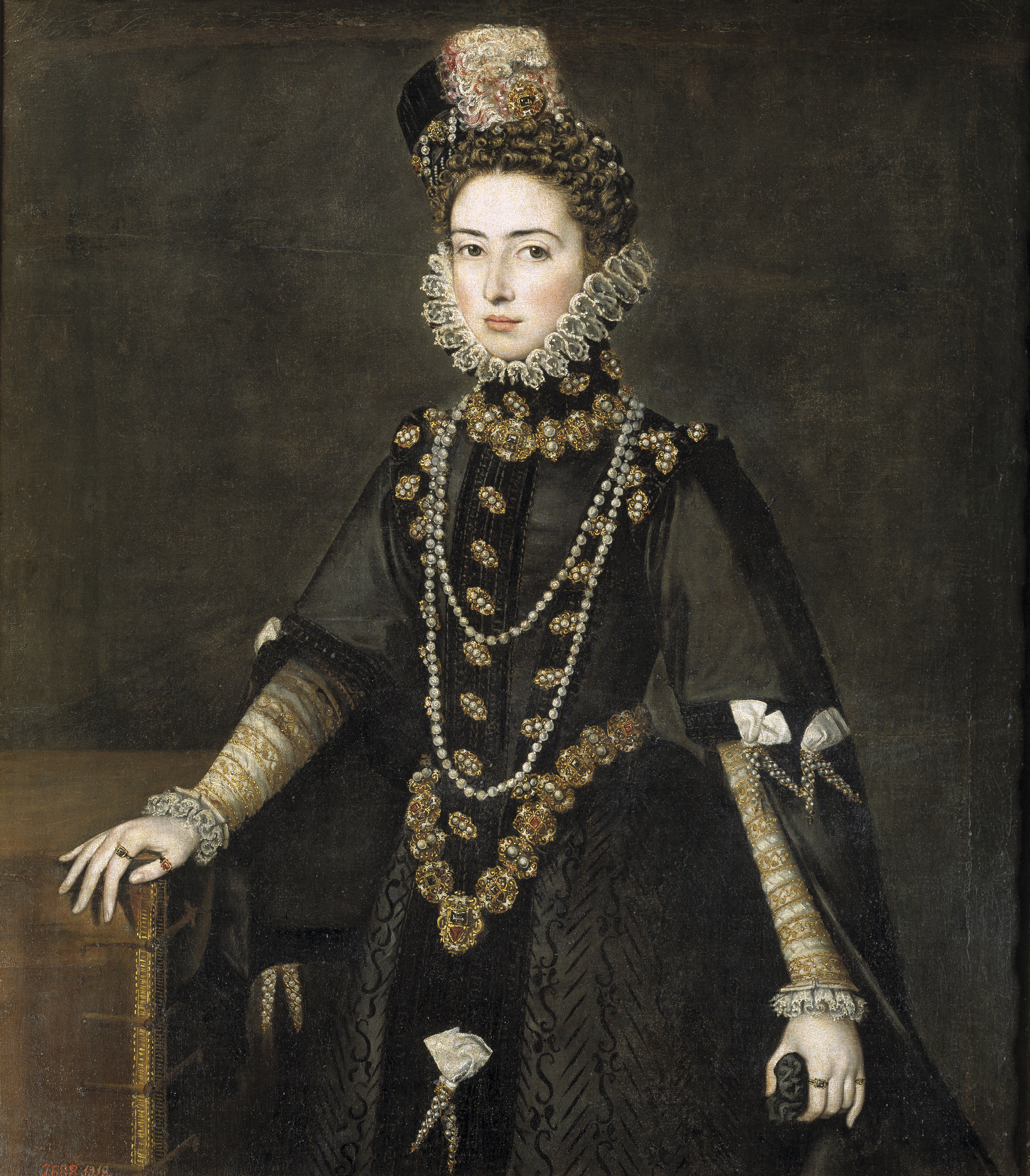
L'infante Catherine-Michelle, par Alonso Sánchez Coello (1584-1585)
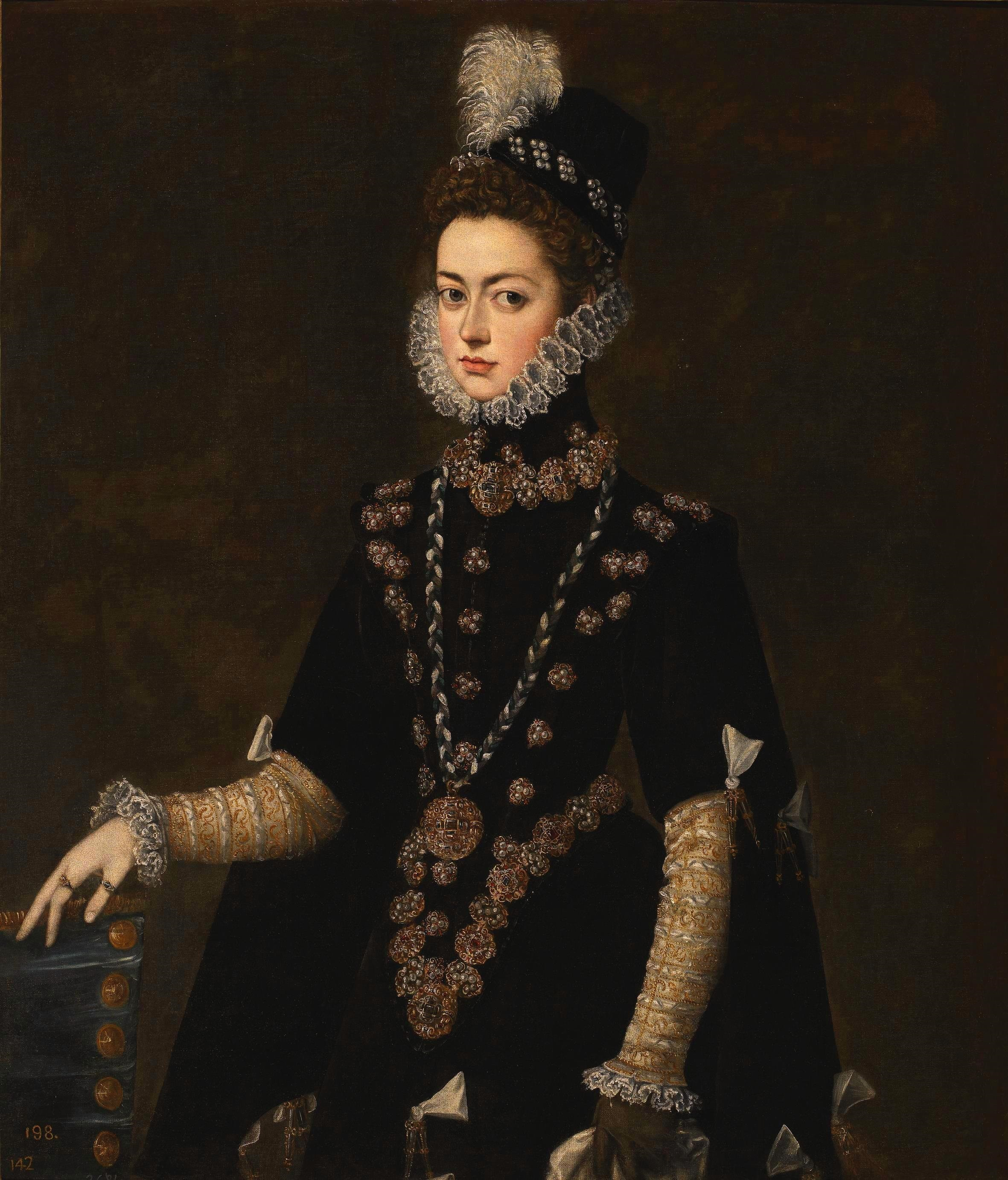
L'infante Catherine-Michelle, par Juan Pantoja de la Cruz (1585)
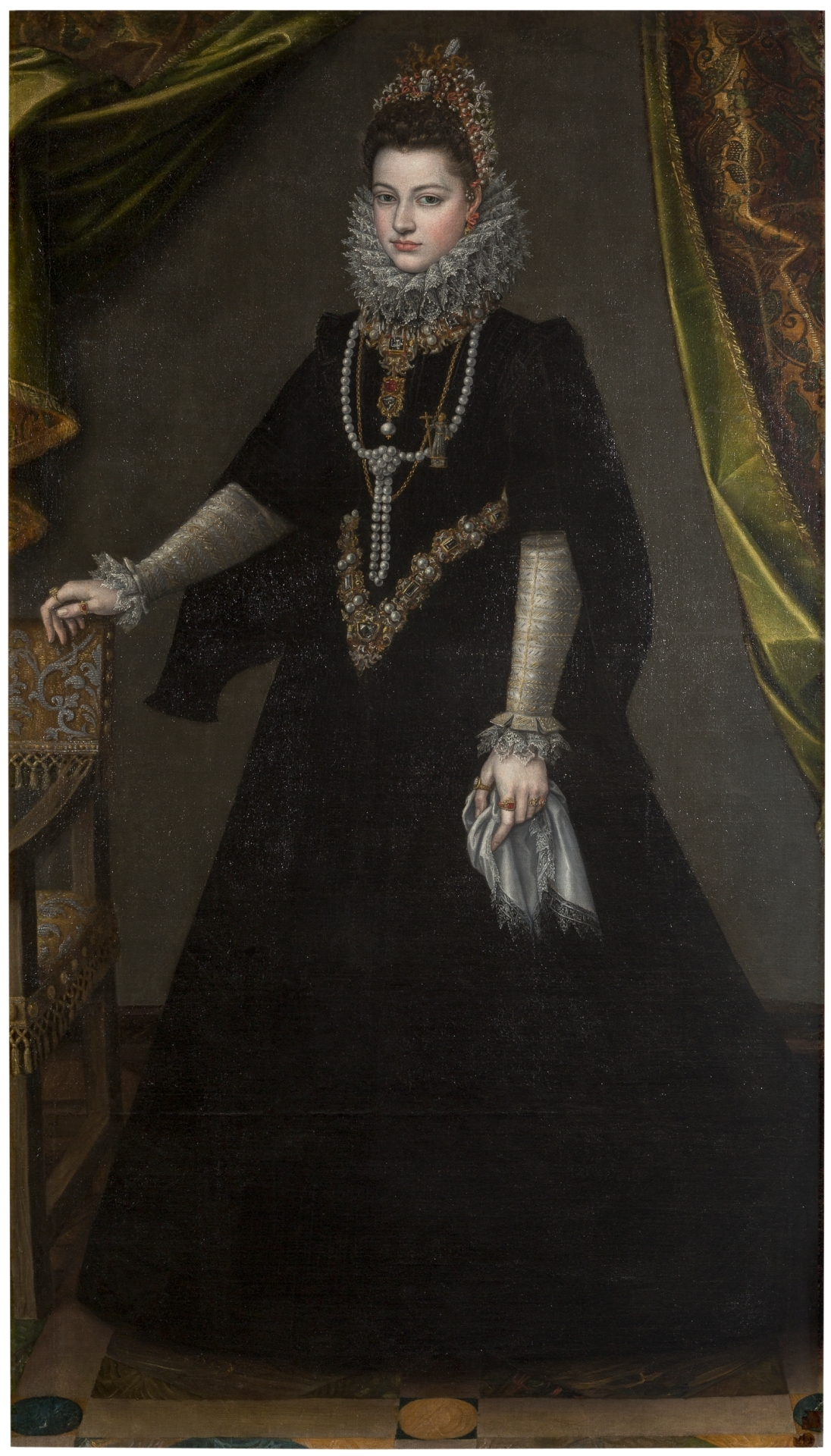
L'infante Catherine-Michelle, par Sofonisba Anguissola (1598)

Une autre hypothèse est qu'il s'agit de doña Juana de Mendoza, duchesse de Béjar (es), vu la ressemblance que le modèle présente avec la duchesse représentée dans le tableau La duchesse de Béjar enfant accompagnée de son nain, de Sofonisba Anguissola (longtemps considéré comme étant de la main d'Alonso Sánchez Coello).

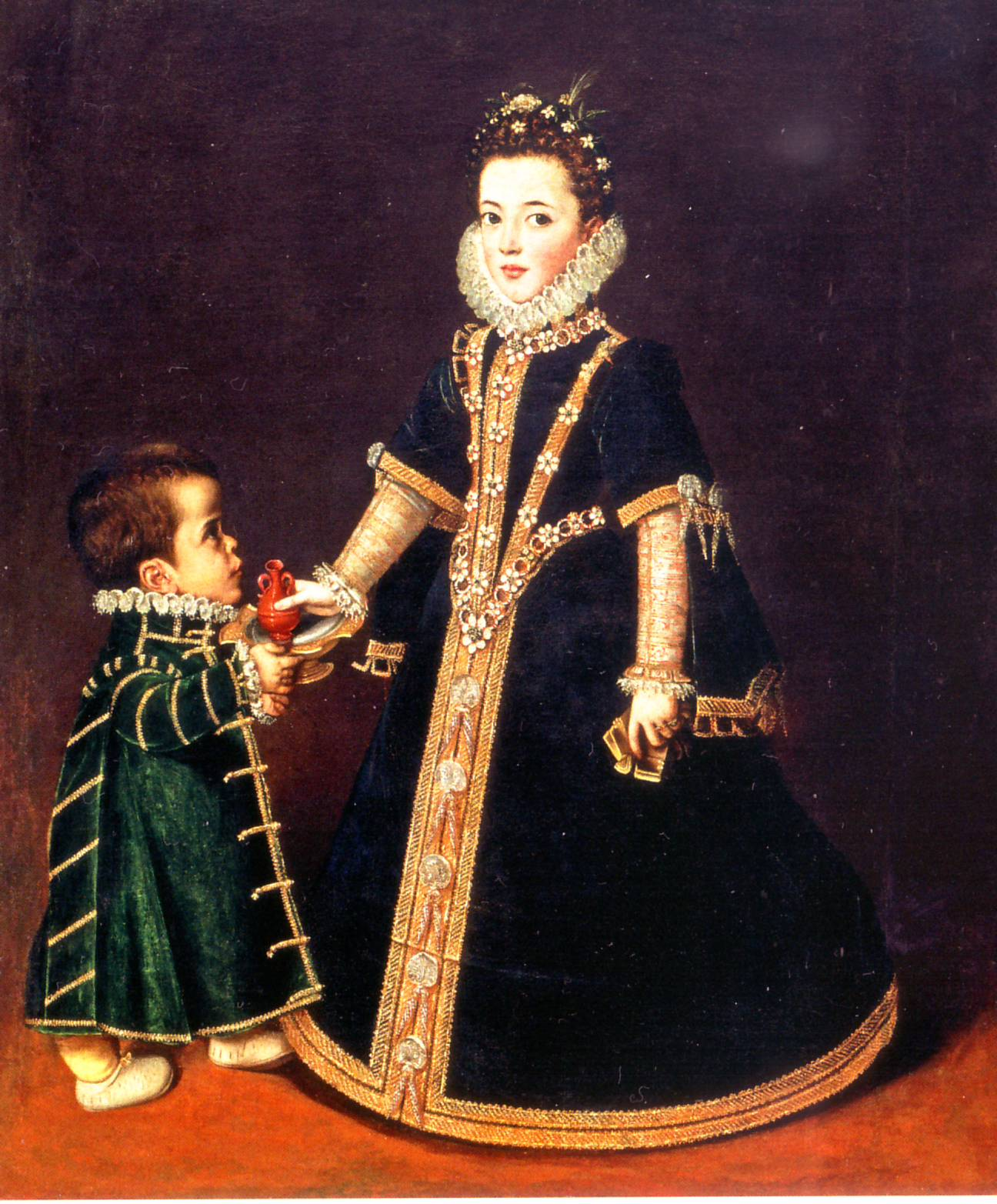
Doña Juana de Mendoza, duchesse de Béjar, accompagnée d'un nain, par Sofonisba Anguissola (anciennement attribué à Alonso Sánchez Coello)

## Copie
Dans les années 1885-1886, le peintre français Paul Cézanne réalise une copie de La Dame à l'hermine, qui porte le nom de La Femme à l'Hermine (d'après Le Greco). La copie a été peinte sur base d'une reproduction d'un magazine qui, à la place de l'original, avait imprimé une reproduction d'une gravure par Alberto Giacometti. Cézanne a donné au modèle la même grimace que dans la gravure, mais qui ne figure pas sur l'original. En 2012, la peinture, qui fait partie de la collection du magnat de la navigation George Embiricos, a été évaluée par la maison de vente aux enchères Christie's entre 5 et 7 millions de dollars.

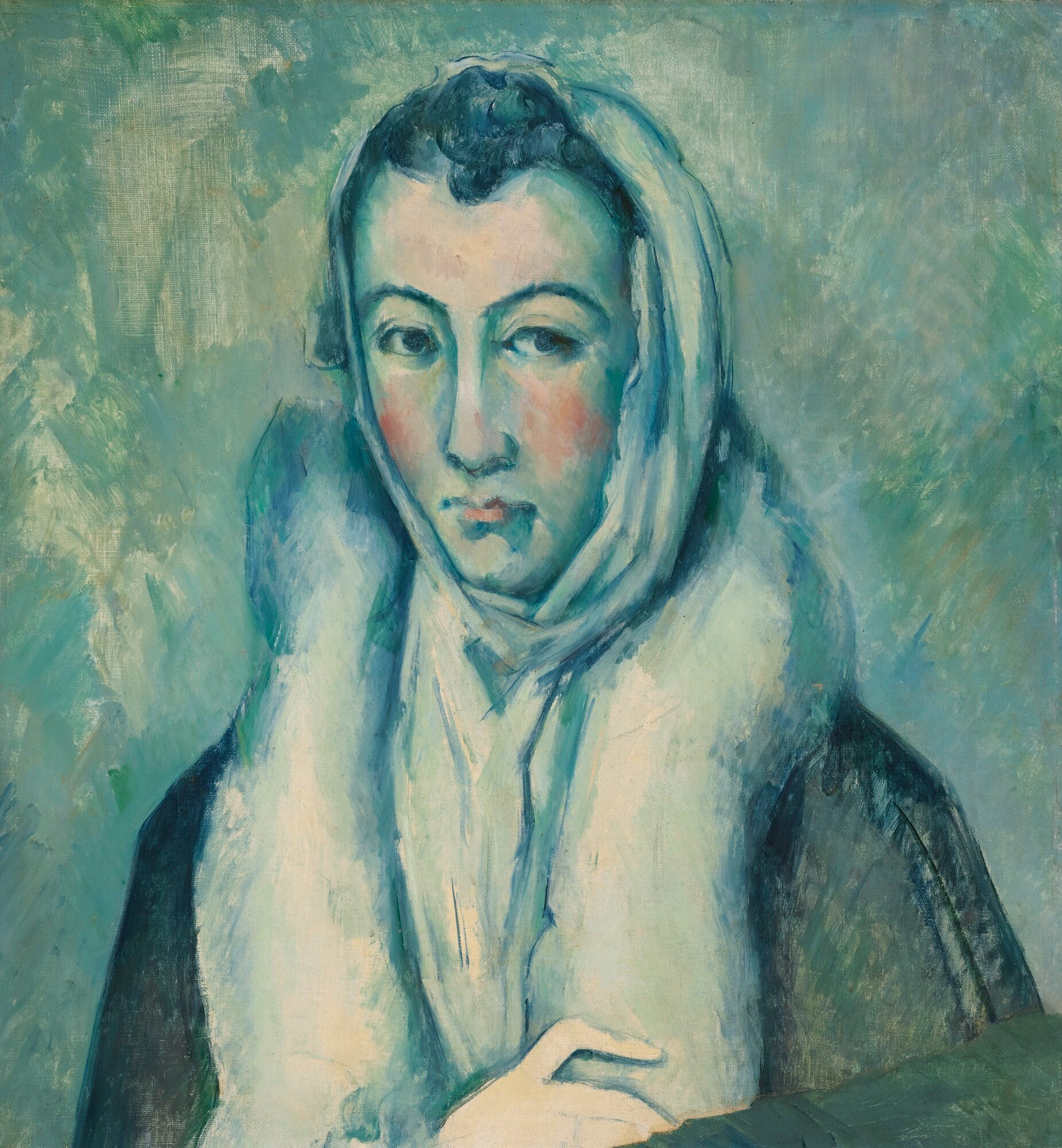
Femme à l'hermine, d'après Le Greco, par Paul Cézanne (1885-1886)

## Au cinéma
En 1947, le film espagnol La dama del armiño (es) raconte la relation fictive à Tolède entre un jeune orfèvre juif et la fille du Greco, qui sert de modèle au tableau homonyme.
En 2007, une scène du film El Greco, les ténèbres contre la lumière, montre Le Greco en train de peindre La Dame à l'hermine.

## Sources
- (pl) Jerzy Samp, Orunia : Historia-Zabytki-Kultura, Gdańsk, Zrzeszenie Kaszubsko-Pomorskie, 1992 (ISBN 83-85011-61-7)
- (nl) Anna Benthues et Rolf Schneider, De 100 mooiste vrouwen uit de schilderkunst, Lisse, REBO, 2007 (ISBN 9789036620239)
- (es) José Álvarez Lopera, El Greco, La obra esencial, Madrid, Ed. Sílex, 2014 (ISBN 978-84-7737-8600)
- (es) Manuel Bartolomé Cossío, El Greco, de Cossío, Saragosse, Lecturas Hispánicas, 2016 (ISBN 978 1539 832690)
- (es) José Gudiol, Doménikos Theotokópoulos, El Greco, 1541-1614, Barcelone, Ediciones Polígrafa, 1982 (ISBN 84-343-0031-1)
- (es) Gregorio Marañón, El Greco y Toledo, Barcelone, RBA Historia, 2014 (ISBN 978-84-9056-112-6)
- (es) Harold Wethey, El Greco y su Escuela, vol. II, Madrid, Guadarrama, 1967